# Бейбіс Мендоса
Бейбіс Антоніо Мендоса (ісп. Beibis Antonio Mendoza; 20 червня 1974, Арболетес, Антіокія) — колумбійський професійний боксер, чемпіон світу за версією WBA (2000—2001) в першій найлегшій вазі.

## Спортивна кар'єра
Бейбіс Мендоса брав участь в Олімпійських іграх 1996, на яких після перемоги над Доменіком Фільомені (Канада) — 12-1 зазнав поразки в 1/8 фіналу від українця Олега Кирюхіна — 6-18.
Після Олімпіади перейшов до професійного боксу. Протягом 1996—1999 років провів у Колумбії 23 переможних боя, з яких 20 завершив достроково. На початку 2000 року провів три переможних боя у США і 12 серпня 2000 року вийшов на бій за вакантний титул чемпіона світу за версією WBA в першій найлегшій вазі проти нікарагуанця Росендо Альвареса. Альварес отримав в бою від рефері два попередження за удари нижче пояса, але у сьомому раунді знов завдав забороненого удару, за що був дискваліфікований. Бейбіс Мендоса став чемпіоном світу, але втратив титул в наступному бою-реванші проти Росендо Альвареса 3 березня 2001 року.
31 березня 2003 року Мендоса знов вийшов на бій проти Росендо Альвареса і знов програв за очками.
15 листопада 2003 року Мендоса в бою проти колишнього чемпіона світу за версією WBC корейця Йо Сем Чой завоював титул «тимчасового» чемпіона за версією WBA в першій найлегшій вазі.
2 листопада 2004 року Бейбіс Мендоса вчетверте зустрівся з Росендо Альваресом в бою за вакантний титул чемпіона світу за версією WBA в першій найлегшій вазі і втретє зазнав поразки за очками.
29 квітня 2005 року в бою за вакантний титул чемпіона світу за версією WBA в першій найлегшій вазі Мендоса зустрівся з панамцем Роберто Васкесом, був нокаутований в десятому раунді вперше у кар'єрі і вирішив завершити виступи.